# Diaspis fraxini
Diaspis fraxini är en insektsart som beskrevs av Ferris 1937. Diaspis fraxini ingår i släktet Diaspis och familjen pansarsköldlöss. Inga underarter finns listade i Catalogue of Life.